# Борсма, Али
Алтье Гритье "Али" Борсма (нидерл. Aaltje Grietje "Alie" Boorsma; род. 22 июля 1959 года) — нидерландская конькобежка, участница зимних Олимпийских игр 1984 года, 3-кратная чемпионка Нидерландов в многоборье и 3-кратная призёр, 9-кратная рекордсменка чемпионата Нидерландов

## Биография
Али Борсма с детства увлекалась катанием на коньках в родном городе Драхтене. В течение многих лет она ездила в соседний Херенвен тренироваться, где и стала профессионально заниматься конькобежным спортом. С 11 лет Али участвовала в своих первых соревнованиях в качестве спринтера. В 1974 году выиграла в спринтерском многоборье чемпионат Нидерландов среди юниоров в своей возрастной категории. Пройдя через региональные команды, она вскоре пробилась в основную команду KNSB.
В 1979 году она дебютировала на чемпионате Нидерландов в многоборье и на юниорском чемпионате мира под руководством тренера Вибе Корта. В 1981 году выиграла чемпионат Нидерландов в многоборье и попала в состав сборной. Тогда же участвовала на чемпионате Европы в Херенвене, где заняла 11-е место в сумме многоборья, а также на чемпионате мира в классическом многоборье с 13-м местом в общем зачёте. В марте участвовала на чемпионате мира в спринтерском многоборье и поднялась на 9-е место.
В сезоне 1981/82 Али вновь стала первой в многоборье на Национальном чемпионате и даже заняла 5-е место на чемпионате мира в спринтерском многоборье, а на чемпионате мира в классическом многоборье финишировала 7-й. В следующем сезоне она выиграла и первый спринтерский чемпионат страны, заняла 11-е место на чемпионате Европы в многоборье, а также 13-е на чемпионате мира в классическом многоборье и 9-е на спринтерском чемпионате мира.
Её результаты росли на глазах и казалось вот-вот она попадёт на подиум мировых первенств. Однако в 1983 году в женском многоборье бег на 1000 м был заменён на 5000 м, и это было явно не в её пользу. В сезоне 1983/84 она выступила неудачно на чемпионате Нидерландов в многоборье и не вошла в основной состав сборной. Но вскоре её вернули в команду, заменив внезапно заболевшую Марике Стам. Она заняла только 18-е место на чемпионате Европы, при этом травмировала бедро и спину. 
В феврале дебютировала на зимних Олимпийских играх в Сараево, где в забеге на 500 м бежала в паре с советской спортсменкой Натальей Петрусёвой, но упала на повороте и заняла последнее 33-е место. После этой неудачи на дистанции 1000 м заняла 23-е место. В марте 1984 года она стала самостоятельно лечить свою травму спины крэком, что в конце концов вынудило 2-го тренера Эгберта ван Тувера попросить её уйти в региональную команду. Вскоре региональный тренер Ари Купс помог ей с тренировками и восстановлением после травмы.
В 1985 году Али стала 2-й в спринте на чемпионате Нидерландов, а вот чемпионаты мира в спринтерском и классическом многоборье провалила, заняв соответственно 11-е и 17-е места. С 1986 года результаты Борсмы стали падать из-за травмы бедра и без финансовой поддержки и в 1987 году она завершила карьеру спортсменки.

## Награды
- 25 сентября 2019 года - внесена в зал Славы Алмере.[6]